# John Fire Lame Deer
John Fire Lame Deer (lakota: Tȟáȟča Hušté)  (Reserva índia de Rosebud, 17 de març de 1903 - Tripp, 14 de desembre de 1976) fou remeier dels Oglala Sioux. De jove va fer de ranxer, cowboy de rodeo, policia tribal, etc. Va tenir visions i es va passar a la Sundance. El 1971 va escriure Lame Deer, seeker of visions. És el pare d'Archie Fire Lame Deer.